# Teneriffa
Teneriffa (spanska: Tenerife) är en spansk ö som ligger i ögruppen Kanarieöarna i Atlanten utanför Afrikas nordvästra kust. Teneriffa tillhör provinsen Santa Cruz de Tenerife som tillsammans med provinsen Las Palmas bildar den autonoma regionen Kanarieöarna. Huvudstad är Santa Cruz de Tenerife. Det är den största av Kanarieöarna och den mest befolkade av Kanarieöarna och Spaniens öar.

## Historia
Ön bildades för omkring sju miljoner år sedan och troligen var den från början tre olika öar. När en jättelik vulkan sköt upp 6 000 meter i höjden sammanfogades de tre öarna till en. Denna vulkantopp förstördes sedan av ytterligare vulkanaktivitet och därefter bildades Cañadaskratern som finns på 2 000 meters höjd och har en omkrets på 45 kilometer. Senare bildades vulkanen Teide av andra vulkanutbrott vid den nordvästra kanten. Det senaste utbrottet på Teneriffa var år 1909 och det var vulkanen Chinyero, nordväst om Teide, som hade utbrott i tio dagar.
Romarna kallade Teneriffa för Nivaria (av det latinska nix eller nivis som betyder snö) och refererade till snön på toppen av vulkanen Teide. Även namnet Teneriffa går att härleda till Teide och användes av urbefolkningen på grannön La Palma (Benahoaritas). “Tene” betyder berg och “ife” vit (bokstaven r lades till av spanjorerna). För invånarna på Teneriffa fick ön namnet Chenech, Chinech eller Achinech.
När Teneriffa erövrades av spanjorerna omfattade ön nio särskilda menceyatos som de små guanchiska kungadömena kallades. Även om de spanska styrkorna under ledning av militärguvernören Alonso Fernández de Lugo led ett svidande nederlag mot guancherna i det första slaget vid Acentejo 1494 så förlorade guancherna Kastiliens krona mot högre teknologi och sjukdomar den 25 december 1495.
Liksom på de andra öarna i arkipelagen var ursprungsbefolkningen slavar eller led av sjukdomar samtidigt som immigranter från olika delar av det Spanska imperiet (Portugal, Flandern, Italien och Tyskland) bosatte sig på ön. Ursprunglig barrskog på ön röjdes för att lämna plats för odling av sockerrör på 1520-talet. Under de följande århundradena var öns ekonomi koncentrerad runt produktionen av bland annat vin, färgämne från cochinellöss och bananer.
Den 25 juli 1797 attackerade britterna under ledning av Horatio Nelson huvudstaden Santa Cruz där generalkaptenen hade sitt huvudkontor. Efter en häftig strid slogs britterna tillbaka och Nelson förlorade sin högra arm då han försökte landstiga vid kusten. Den 5 september gjordes ett nytt försök att landstiga i Santiagos hamn men försöket slogs tillbaka av invånarna som stod och kastade sten på britterna från klipporna i Los Gigantes.
Mindre fientliga besökare anlände till ön under de följande århundradena. Naturforskaren Alexander von Humboldt besteg Teides topp och skrev om öns skönhet. Turisterna började att komma till ön på 1890-talet och de besökte framförallt städerna Puerto de la Cruz och Santa Cruz på den norra ön.

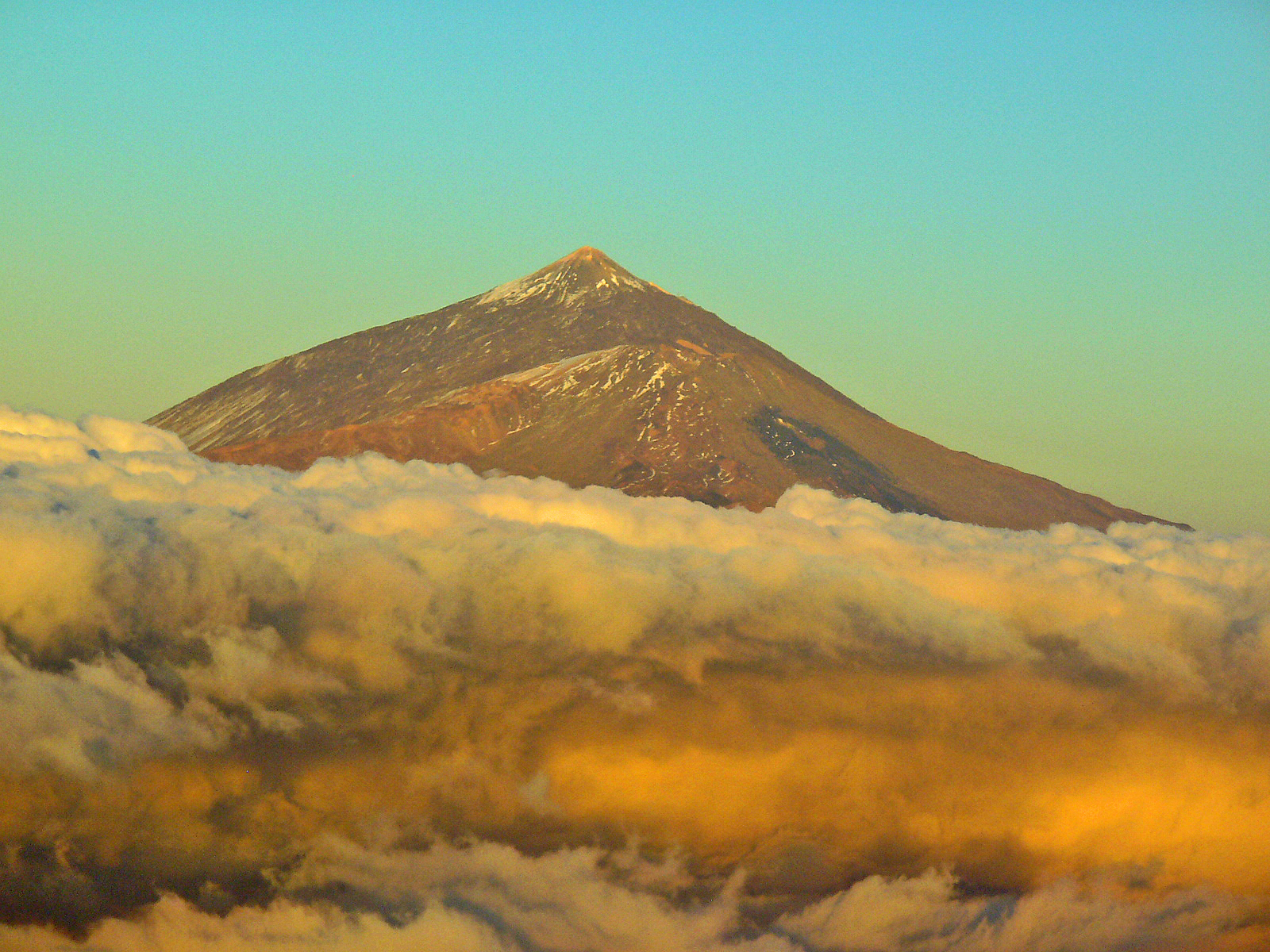
Teide.

Innan Francisco Franco kom till makten blev han i mars 1936 placerad på Teneriffa av den republikanska regeringen som var medvetna om hans influenser och de politiska idéer som han stödde sig mot. På Teneriffa organiserade han den politiska kupp som resulterade i det spanska inbördeskriget. Kanarieöarna föll under nationalistiskt styre i juli 1936 och oppositionella krafter massavrättades av den nya regimen. På 1950-talet var efterkrigstidens förhållanden så svåra att tusentals invånare emigrerade till Kuba och Latinamerika.
Den 27 mars 1977 skedde en flygolycka på Teneriffa då två stycken fullastade och fulltankade flygplan av typen Boeing 747 kolliderade på en av landningsbanorna och 583 människor omkom vilket är den dittills värsta i flygets historia.
Med en ökande flyktingström i början av 2000-talet har Teneriffa, med sin närhet till Afrika, alltmer blivit en första landstigningsplats för afrikaner som söker ett bättre liv i Europa.

## Geografi

### Topografi

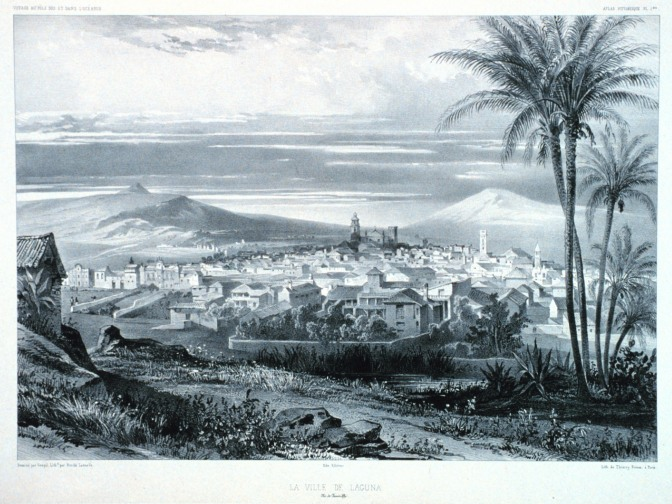
La Laguna, 1837.

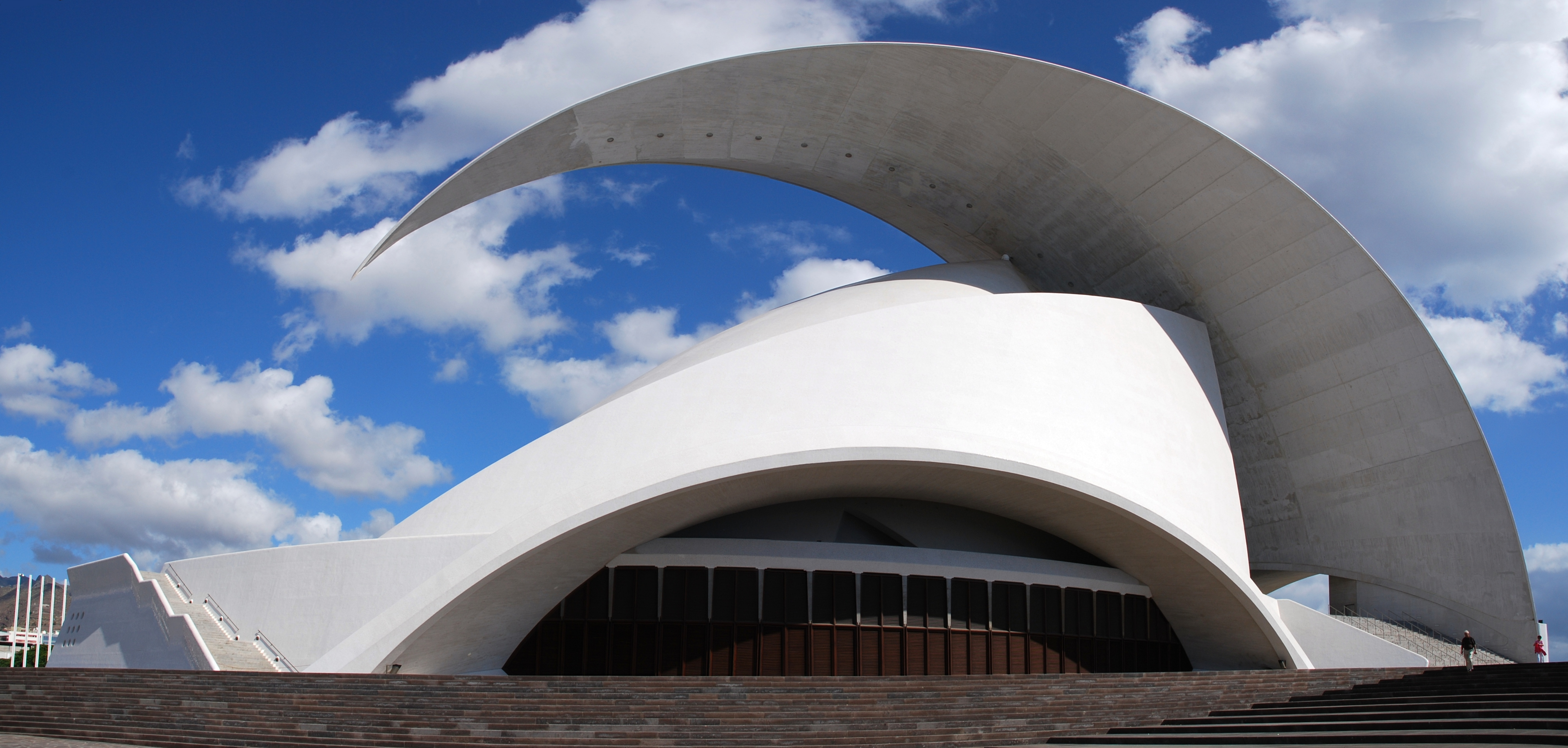
Konserthallen Auditorio de Tenerife.

Ytan är 2 034 km² i en triangulär form. Den sockertoppsformade ön sträcker sig upp mot himlen med hjälp av Spaniens högsta berg Teide, som med sina 3 718 meter dominerar landskapet.

### Klimat
Ön har flera olika klimat. På Teneriffas nordsida och nordöstra sida är klimatet blandat. Ofta är det så att på morgonen är det helt klart sedan framåt dagen blir det mer och mer molnigt och framåt eftermiddagen blir det ofta mulet. Den södra delen av ön har fler soltimmar än den norra. På öns västra sida är landskapet bergigt vilket gör att nederbördsmängden är högre där än på andra delar av ön.

## Styre och politik

### Administrativ indelning
Ön är indelad i 31 kommuner, på spanska municipios:
| - Adeje - Arafo - Arico - Arona - Buenavista del Norte - Candelaria | - Fasnia - Garachico - Granadilla de Abona - La Guancha - Guía de Isora - Güímar | - Icod de los Vinos - La Matanza de Acentejo - La Orotava - Puerto de la Cruz - Realejos - El Rosario - San Cristóbal de La Laguna | - San Juan de la Rambla - San Miguel de Abona - Santa Cruz de Tenerife - Santa Úrsula - Santiago del Teide - Sauzal | - Silos - Tacoronte - Tanque - Tegueste - Victoria de Acentejo - Vilaflor |

## Ekonomi och infrastruktur

### Näringsliv
Teneriffa är mest känt för att vara en turistö. Valutan är euro. Teneriffas största inkomst är turismen men stora mängder bananer odlas framför allt på den norra delen av ön. Cirka 150 000 ton bananer exporteras varje år från Teneriffa och det mesta går till Spaniens fastland. Klimatet gör det också möjligt att odla mycket annat på ön, till exempel citrusfrukter, kaffe, kaktusar, meloner och avokado.

### Infrastruktur

#### Transporter
En snabb avgiftsfri motorväg går nästan runt hela ön och knyter samman alla stora städer. Ett undantag finns mellan Santiago del Teide och Icod de los Vinos där en mindre bergsväg går. Vid sidan av motorvägarna går de mindre vägarna ofta i landskap med branta bergväggar och ojämnt vägunderlag. Ön har två flygplatser, Ciudad de La Laguna (Tenerife Norte) och Reina Sofia (Tenerife Sur). Från fastlandet går det båt från Cadiz till Santa Cruz. Tidigare fanns en båt från Portimaõ i södra Portugal till Teneriffa, men den har upphört.

## Befolkning

### Demografi

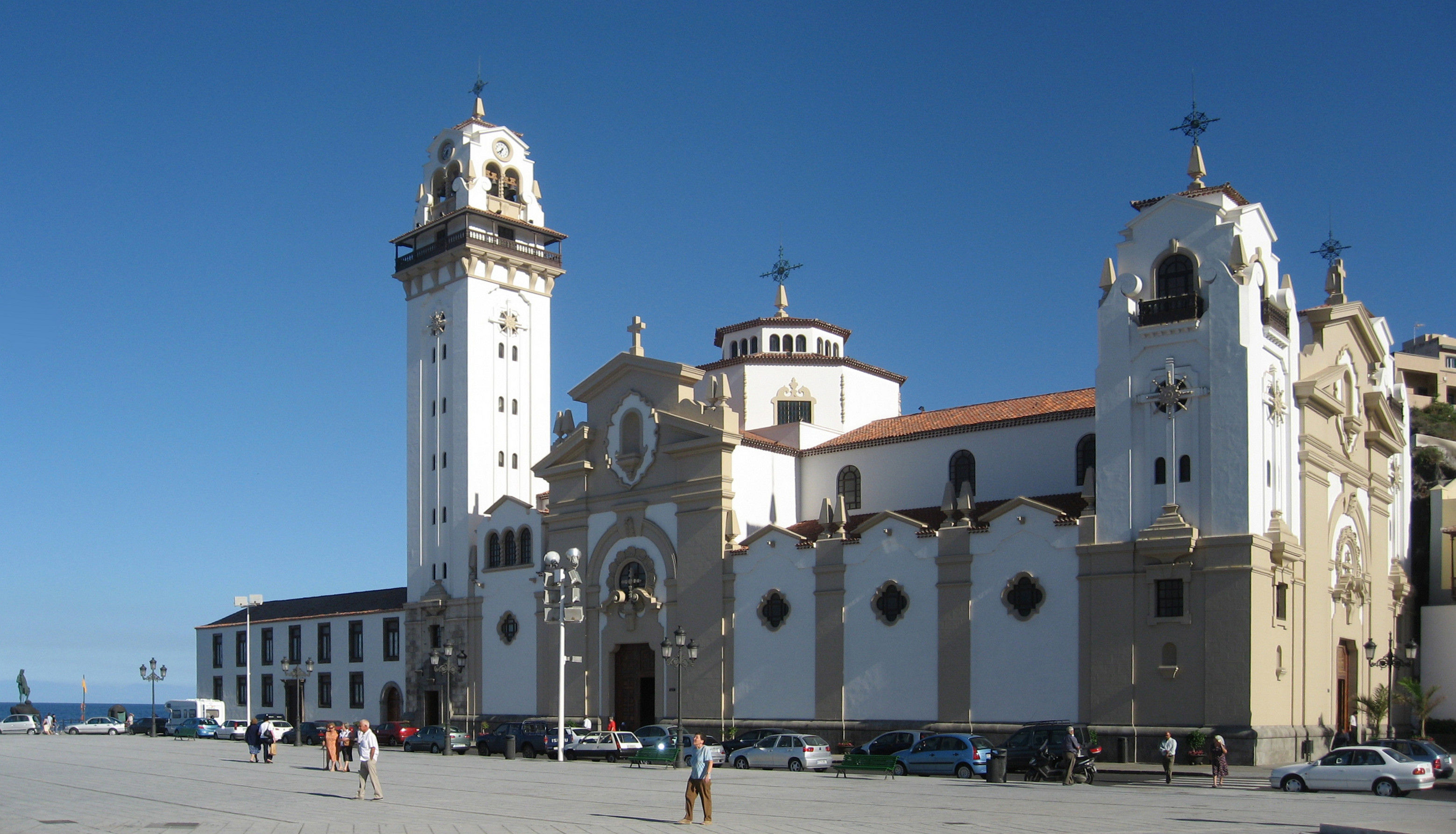
Basílica de Candelaria.

Ön har 904 713 invånare (2018) varav omkring 200 000 människor bor i huvudstaden Santa Cruz. 
Bland de större städerna på Teneriffa finns La Laguna och Puerto de la Cruz. De mest turisttäta städerna ligger i söder och är Playa de las Américas och Los Cristianos. Vissa byar och städer på ön lever kvar i 1600- och 1700-talsstil och det finns också andra kanariska egenheter som lever kvar trots den ökande turismen.

### Religion
Merparten av befolkningen tillhör den Romersk-katolska kyrkan. Främst på grund av turism finns andra viktiga minoritetsreligioner som islam och hinduism. Bland övriga minoritetsreligioner märks: buddhism, evangelikalism samfund, judendomen, afrikanska religioner, kinesiska religioner, Bahá'í och inhemska neopaganism som Iglesia del Pueblo Guanche.
Huvudkontoret för det lokala katolska stiftet är Katedralen i San Cristóbal de La Laguna. Å andra sidan är den viktigaste helgedom för pilgrimsfärd skärgården Basílica de Candelaria, den plats där bilden av skyddshelgon för Kanarieöarna, Jungfrun av Candelaria.

## Kultur

### Traditioner

#### Matkultur
En av Teneriffas matspecialiteter är Conejo en Salmorejo som är kanin i en marinad. En annan specialitet är Papas arrugadas som är ett tillagningssätt av potatis där skillnaden mot vanlig potatis är att man kokar den i havsvatten med skalet på tills allt vatten har ångats av. Förutom många olika fiskrätter serveras även Spaniens nationalrätt paella på ön.